# 2000-es Formula–1 kanadai nagydíj
A 2000-es Formula–1 világbajnokság nyolcadik futama a kanadai nagydíj volt.

## Futam
|    | Rsz. | Versenyző            | Csapat             | Körök | Idő/Kiesések | Start | Pontok |
| -- | ---- | -------------------- | ------------------ | ----- | ------------ | ----- | ------ |
| 1  | 3    | Michael Schumacher   | Ferrari            | 69    | 1h41:12,313  | 1     | 10     |
| 2  | 4    | Rubens Barrichello   | Ferrari            | 69    | +0,174       | 3     | 6      |
| 3  | 11   | Giancarlo Fisichella | Benetton-Playlife  | 69    | +15,365      | 10    | 4      |
| 4  | 1    | Mika Häkkinen        | McLaren-Mercedes   | 69    | +18,561      | 4     | 3      |
| 5  | 19   | Jos Verstappen       | Arrows-Supertec    | 69    | +52,208      | 13    | 2      |
| 6  | 6    | Jarno Trulli         | Jordan-Mugen-Honda | 69    | +1:01,687    | 7     | 1      |
| 7  | 2    | David Coulthard      | McLaren-Mercedes   | 69    | +1:02,216    | 2     |        |
| 8  | 23   | Ricardo Zonta        | BAR-Honda          | 69    | +1:10,455    | 8     |        |
| 9  | 12   | Alexander Wurz       | Benetton-Playlife  | 69    | +1:19,899    | 14    |        |
| 10 | 16   | Pedro Diniz          | Sauber-Petronas    | 69    | +1:54,544    | 19    |        |
| 11 | 10   | Jenson Button        | Williams-BMW       | 68    | +1 Kör       | 18    |        |
| 12 | 21   | Gaston Mazzacane     | Minardi-Fondmetal  | 68    | +1 Kör       | 22    |        |
| 13 | 7    | Eddie Irvine         | Jaguar-Cosworth    | 66    | +3 Kör       | 16    |        |
| 14 | 9    | Ralf Schumacher      | Williams-BMW       | 64    | Ütközés      | 12    |        |
| 15 | 22   | Jacques Villeneuve   | BAR-Honda          | 64    | Ütközés      | 6     |        |
| 16 | 20   | Marc Gené            | Minardi-Fondmetal  | 64    | Kicsúszás    | 20    |        |
| Ki | 18   | Pedro de la Rosa     | Arrows-Supertec    | 48    | Ütközés      | 9     |        |
| Ki | 17   | Mika Salo            | Sauber-Petronas    | 42    | Elektronika  | 15    |        |
| Ki | 14   | Jean Alesi           | Prost-Peugeot      | 38    | Elektronika  | 17    |        |

## A világbajnokság élmezőnyének állása a verseny után
| H  | Versenyzők           | Pont | H  | Konstruktőrök      | Pont |
| -- | -------------------- | ---- | -- | ------------------ | ---- |
| 1. | Michael Schumacher   | 56   | 1. | Ferrari            | 84   |
| 2. | David Coulthard      | 34   | 2. | McLaren-Mercedes   | 66   |
| 3. | Mika Häkkinen        | 32   | 3. | Benetton-Playlife  | 18   |
| 4. | Rubens Barrichello   | 28   | 4. | Williams-BMW       | 15   |
| 5. | Giancarlo Fisichella | 18   | 5. | Jordan-Mugen-Honda | 10   |

## Statisztikák
Vezető helyen:
- Michael Schumacher: 61 (1-34 / 43-69)
- Rubens Barrichello: 8 (35-42)

Michael Schumacher 40. győzelme, 26. pole-pozíciója, Mika Häkkinen 18. leggyorsabb köre.
- Ferrari 130. győzelme.